# Альфред Гільбе
Альфред Гільбе (нім. Alfred Hilbe, *22 липня 1928, Гмунден, Австрія — 31 жовтня 2011) — ліхтенштейнський державний і політичний діяч, прем'єр-міністр Ліхтенштейну (1970–1974).

## Біографія
У 1950 році закінчив Національний інститут політичних наук в Парижі, здобувши вищу освіту в галузі економіки, у 1951 році в університеті Інсбрука отримав докторський ступінь.
1951–1954 — працював у бізнесі.
1954–1965 — секретар місії, а згодом — радник посольства Ліхтенштейну в Швейцарії.
1965–1970 — заступник прем'єр-міністра.
1970–1974 — прем'єр-міністр і міністр закордонних справ Ліхтенштейну. На цій посаді підписав угоду з ЄЕЗ (1971) і провів масштабну реформу системи середньої освіти.